# Pape Maly Diamanka
Pape Maly Diamanka, né le 10 janvier 1990 à Dakar (Sénégal), est un footballeur international sénégalais qui joue au poste de milieu relayeur.

## Biographie
Pape Maly Diamanka est un footballeur international sénégalais né le 10 janvier 1990 à Dakar qui évolue au poste de milieu relayeur.

### Carrière en club
Pape Diamanka est formé par l'AS Cambérène avant de rejoindre US Gorée en 2009. Il rejoint l'Espagne en 2010 avec l'équipe jeune de Rayo Vallecano avant de rejoindre l'équipe première en 2011. En 2012, Pape Maly Diamanka est prêté en Norvège jusqu'à la fin de la saison dans le club de Vålerenga. Ensuite, il a eu à évoluer dans plusieurs clubs du championnat espagnol notamment CD Leganés, Real Saragosse et UD Almería avant de faire un retour avec le CD Numancia et signer en suite au Girona FC. En 2021, Pape Maly Diamanka resilie son contrat avec le Girona FC et rejoint en 2022 UD Logroñés et en 2023 Lleida CF. En 2024, il rejoint de nouveau le CD Numancia.

### Carrière en équipe nationale
Pape Maly Diamanka a été sélectionné pour la première fois avec l'équipe du Sénégal olympique de football en juin 2011. En août 2011, Pape Maly Diamanka a été sélectionné avec l'équipe nationale du Sénégal par l'entraîneur Amara Traoré pour la confrontation en match amical contre le Maroc.